# Valdepeñas de la Sierra
Valdepeñas de la Sierra é um município da Espanha na província de Guadalajara, comunidade autónoma de Castilla-La Mancha, de área 70 km² com população de 200 habitantes (2006) e densidade populacional de 2,73 hab/km².

## Demografia
| Variação demográfica do município entre 1991 e 2006 | Variação demográfica do município entre 1991 e 2006 | Variação demográfica do município entre 1991 e 2006 | Variação demográfica do município entre 1991 e 2006 |
| --------------------------------------------------- | --------------------------------------------------- | --------------------------------------------------- | --------------------------------------------------- |
| 1991                                                | 1996                                                | 2001                                                | 2004                                                |
|                                                     | 258                                                 | 245                                                 | 212                                                 |